# Torzym
Torzym là một thị trấn nhỏ thuộc hạt Sulęcin, tỉnh Lubusz, phía tây Ba Lan. Thị trấn có diện tích 9,11 km². Tính đến năm 2006, dân số của thị trấn là 2.456 người với mật độ 270 người/km². 

## Vị trí địa lý
Thị trấn nằm trên sông Ilanka, một nhánh của sông Oder trong vùng Neumark. Torzym nằm cách biên giới với Đức khoảng 36 km về phía đông. Nhà ga Torzym là điểm dừng của tuyến đường sắt từ Warsaw đi Kunowice. Thị trấn cũng được kết nối với tuyến đường A2, một phần của tuyến đường E30 của Châu Âu. 

## Lịch sử
Năm 1248, Vùng đất Lubusz bị Công tước Bolesław II Rogatka bán cho Tổng Giám mục Magdeburg. Năm 1287, tổng giám mục Magdeburg Eric của Brandenburg đã trao cho các anh trai của mình biên giới Ascan của Brandenburg. Từ năm 1300, dưới sự cai trị của Brandenburg, toàn bộ khu vực phía đông của sông Oder được gọi là "Vùng đất Sternberg" và chiếm một vị trí quan trọng trong vùng Neumark. 
Sau Chiến tranh Napoléon, vùng đất Sternberg được sáp nhập vào tỉnh Brandenburg của Phổ. Thị trấn đã bị tàn phá nặng nề trong cuộc tấn công của Hồng quân Liên Xô vào những tuần cuối của Chiến tranh thế giới lần thứ hai. Sau thất bại của Đức trong chiến tranh, Torzym một lần nữa trở thành một phần của Ba Lan vào năm 1945. Torzym nhận được đặc quyền thị trấn theo luật Magdeburg vào năm 1994.